# デイジー・ジョーンズ・アンド・ザ・シックスがマジで最高だった頃 (小説)
『デイジー・ジョーンズ・アンド・ザ・シックスがマジで最高だった頃』（デイジー・ジョーンズ・アンド・ザ・シックスがマジでさいこうだったころ、原題：Daisy Jones & the Six）は、2019年3月5日にバランタイン・ブックスから出版されたアメリカの作家テイラー・ジェンキンス・リードによるヒストリカル・フィクション小説。
1970年代のバンドの物語が、最後のコンサートと、それに続く解散までを、バンドのメンバーがインタビューに答える形で描かれる。本書はフリートウッド・マックと、1977年に録音された彼らのアルバム『噂』に大まかにインスパイアされている。

## 構成
『デイジー・ジョーンズ・アンド・ザ・シックス』は、バンドのメンバーへのインタビューを小説の基本とするオーラル・ヒストリー形式で綴られている。さらに、関連する電子メール、歌詞、書き写しなども含まれている。各章は、バンドの成功と最終的な解散に至る重要な出来事を含む年度ごとに分割されている。

## あらすじ
未知のインタビュアーが、デイジー・ジョーンズ・アンド・ザ・シックスほどの成功を収めたバンドがどのように崩壊していったのかを明らかにするために、バンドだけでなく、彼らが撮影した家族や友人のインタビュービデオ、長年にわたるインタビューの記録、バンドについて書かれた本の文章、その他の関連資料をまとめる。

### グルーピーのデイジー・ジョーンズ：一九六五-一九七二
デイジー・ジョーンズはハリウッドの裕福な両親のもとに生まれたが、幼少時代は孤独に過ごす。14歳ごろ、サンセット・ストリップのクラブやバーに入り込むようになる。デイジーは年上の男、それも適当に有名なドラマーに処女を奪われる。年上のディスコスター、シモーン・ジャクソンと知り合い、二人はすぐに友人となる。二人は有名ミュージシャンが主催するパーティーに出席し、そこでデイジーはドラッグに出会う。才能あるシンガーソングライターであるデイジーは、自分のアイデアを他の人々がヒット曲に使っていることに気づき、自分で曲を書き始める。

### ザ・シックスの黎明期：一九六六-一九七二
ダン・ブラザーズはリード・ヴォーカルのビリーとリード・ギターのグレアム・ダンの兄弟によってピッツバーグで結成される。ビリーがどんどん曲を書くようになり、彼らが成長し始めると、ドラマーのウォーレン・ローズ、リズム・ギタリストのチャック・ウィリアムス、ベーシストのピート・ラヴィングをバンドに加える。彼らはバーで小さなライヴを始める。そして結婚式に出演し、そこでビリーは後に妻となるカミラ・マルティネスと出会う。チャックはベトナム戦争のために徴兵され、ピートの弟エディ・ラヴィングがチャックが戻るまで彼の代わりを務める。しかし、チャックはカンボジアで死亡する。
1970年、ダン・ブラザーズはウィンターズというバンドのオープニングアクトのオファーを受ける。そこでカレン・カレンと呼ばれるキーボード奏者のカレン・サーコと出会う。カレンはウィンターズのキーボード奏者だが、待遇が不満で脱退する。カレンが加わってから、バンド名を正式にザ・シックスに変更する。
ザ・シックスは大きなショーに出演するようになる。ニューヨークでの公演で、マネージャーとなるロッド・レイスと知り合う。レイスはバンドを成長させるためのアイデアを出す。バンドは東海岸一帯でライブを始め、どんどんファンを増やしてゆく。これがトラブルの始まりとなる。リード・ヴォーカルであるビリーは女の子たちに迫られ、どう捌いたら良いのかがわからない。ビリーとカミラは喧嘩を始めるが、ビリーはまだカミラを愛していることを示すために曲を書く。しかしながら、バンドは西に向かうことを望み、カミラは東に留まりたい。カミラはビリーと別れ、バンドはカリフォルニアに向けて旅立つ。そこで、ザ・シックスの最初のスタジオアルバムをプロデュースすることになるプロデューサーのテディ・プライスと出会う。
アルバムを録音する契約にサインした後で、ビリーはカミラにプロポーズする。カミラは快諾し、ビリーと共にカリフォルニアに移る。

### イットガール：一九七二-一九七四
デイジーは曲を書き始め、自分で演奏するようになる。みんながデモ・テープを作るように薦め、マネージャーのハンク・アレンを得てレコードレーベルと契約する。しかしながら、レーベルはデイジーの曲が気に入らず、レコードのための曲を用意する。デイジーは相変わらずドラッグを服用する。

### デビュー：一九七三-一九七五
ザ・シックスはロサンゼルスの一軒家に引っ越す。ビリーとテディはファーストアルバムの曲作りに取り掛かる。その過程で、ビリーはバンドのサウンドを極端にコントロールするようになる。ザ・シックスはセルフタイトルアルバムのレコーディングを開始する。リリースされると大きな反響を呼ぶ。アルバムは、バンドがツアーに出るのに十分な成功を納める。ツアー出発の直前、カミラはビリーに妊娠を告げ、二人は結婚する。これがビリーにとって最悪の時の始まりとなる。
バンドはツアーに出るが、最初の公演の反応は悪い。それでも徐々にファンを増やしていったので、終わりにはいい雰囲気になる。ビリーは酒を飲み始め、より多くのドラッグを摂取し、よその女と寝るようになる。カミラはそのことを知るが、別れることを拒む。ビリーに出産予定日の前日までにちゃんとするように告げる。しかし、その後もビリーはアルコールとドラッグの使用量を増やし、最後にはバンド全体が命の心配をするほどになる。カミラに予定より早く陣痛が起き、テディがビリーを病院に連れて行くが、ビリーは娘のジュリアには会わない。ビリーはリハビリ施設に入所し、ザ・シックスは残りのツアーをキャンセルする。

### ファースト：一九七四-一九七五
デイジーは、自分の音楽を録音させて貰えないのでレコーディングセッシェンに行くことを拒否する。テディ・プライスがデイジーの家にやってきて、彼女が書いた曲はどれも完成していないので、彼らが彼女のために書いたアルバムを録音する必要があると告げる。こうしてデイジーのデビューアルバム『ファースト』が1975年に発売される。ザ・シックスほどの大成功ではなかったが、デイジーの知名度は向上する。

### セヴンエイトナイン：一九七五-一九七六
ビリーはリハビリ施設を退所して、セカンドアルバム『セブンエイトナイン』用の10曲を書き始める。しかしながら、このアルバムは契約していたレコードレーベルのサウンド・シティの受けがよくない。テディはザ・シックスの曲の1曲に女性ボーカルを取り入れて、デュエット曲にすることを提案する。最終的にテディがバンドに同意させたのは、ほかでもないデイジー・ジョーンズだった。デイジーは「ハニカム」という曲のレコーディングを手伝うためにステジオにやってきて、ビリーが書いた歌詞を書き換え、曲全体の構成をひっくり返した。「ハニカム」はデイジー・ジョーンズ・アンド・ザ・シックスが名声を得る真のきっかけとなった。

### ザ・ナンバーズ・ツアー：一九七六-一九七七
ザ・シックスは、デイジーをオープニング・アクトに迎えた全米ツアーに向けて準備を整える。ツアーの前に、デイジーはロサンゼルスで刺激的なショーを行ない、人々の話題を集める。ビリーは双子の女の子を妊娠中のカミラと、娘のジュリアをツアーに帯同する。「ハニカム」はBillboard Hot 100で最高3位に達する。バンドのファン層は増え続けるが、ビリーは素面でいることがますます難しくなって行くことに気が付く。デイジーもドラッグを使い続けている。さらに、デイジーはマネージャーのハンクと寝ていたが、最終的にハンクを捨てる決心をし、ザ・シックスのマネージャーのロッドとくっつく。デイジーとビリーは理解し合い始める。グラハムとカレンは不倫を始める。
ハンクは、デイジーのバックバンドを連れて去る。エディはオープニング・アクトを辞める代わりに、デイジーのためにギターを弾くためにステージに立つ。その直後、ビリーがステージに現れ、エディのギターを手に取り、デイジーと二人だけで「ハニカム」を一緒に歌う。エディとビリーの間の緊張が高まる。その晩は、ローリングストーン誌の記者がザ・シックスについての記事を書くために一緒にいた。デイジーがバンドに加わると言うアイデアが植え付けられる。
バンドはデイジーの加入の是非について議論する。最終的にアルバム1枚だけデイジーを参加させることにする。カミラとビリーの双子が産まれ、ビリーはジュリアの出産から逃げたことを悔やむ。ビリーはカミラのために新曲「オーロラ」を書く。グレアムはカレント同居するが、二人には誰にも教えない。
デイジーの加入によってバンド内の状況は変化し始める。グレアムはより多くの意思決定を手伝い始め、他のメンバーも自分の音楽パートに責任を持ちたいと考えるが、これは過去2枚のアルバムでビリーが全ての主導権を握っていたことからの変化である。バンド名は正式にデイジー・ジョーンズ・アンド・ザ・シックスに変更されるが、関係者全員が不満を抱いている。

### オーロラ：一九七七-一九七八
バンド名を変更したデイジー・ジョーンズ・アンド・ザ・シックスは次のアルバムをレコーディングしている。ビリーはメンバーに「オーロラ」を聞かせ、この曲がアルバムの構成の中心であることが明白になる。デイジーとビリーは一緒に曲を作り始める。曲作りの最中に、二人はお互いの過去や恐怖について打ち明ける。バンドのほかのメンバーはそれぞれのサウンドを実験し、ビリーは不快に思うが受け入れることを学ぶ。「オーロラ」の録音後、バンドの全員がこの曲はヒットすると感じる。ビリーとエディの間の緊張は続いており、ロッドが新しいギタリストの募集をするほどになる。グレアムとカレンは周囲を騙し続ける。デイジーは薬を使い続けており、ビリーはデイジーについての曲を書き、本人に歌わせる。カレンはグレアムとの関係をカミラに打ち明ける。
アルバムは非常に早くまとまり始め、数週間で曲が出来上がる。デイジーとビリーは一緒に曲作りすることでグルーブを本当に掴み始める。残りのメンバーは自分たちが傍観者になったと感じる。何時間も一緒にレコーディングした後で、ビリーとデイジーはキスしそうになる。ビリーは、カミラのことを歌った曲を中心にアルバムが作られたので、アルバムタイトルを『オーロラ』に決める。アルバムのジャケットは最終的にビリーとデイジーが中心になっている。アルバムのレコーディングが完了すると、バンドのメンバーはツアーの前にそれぞれのことをするために別々に行動する。デイジーはタイに旅行し、そこで気前のいいイタリア人のニッキー（ニッコロ）とである。ニッキーはデイジーが何者なのかを知らない。二人はイタリアに飛び、そして結婚する。
完成したアルバムを聞くためにバンドメンバーが集まるが、そこにはデイジーがいない。聞いているうちに、ビリーとテディが元のレコーディングからいろいろと変えていることが明らかになる。みんながいらつく。最終的に、デイジーの親友でディスコスターのシモーンがデイジーにアメリカに帰るように説得する。少し後でニッコロもやって来る。ニッキーがデイジー以上にドラッグに溺れていることが明らかになる。ジョナ・バーグ（ローリングストーン誌の記者）が、バンド内の緊張が高まっている時に別の記事を書くために戻って来る。記事の内容はデイジーとビリーの関係についてのものだった。バンドはこの記事を嫌うが、この記事が成功の鍵となる。アルバム『オーロラ』はチャートトップに躍り出る。

### オーロラ・ワールド・ツアー：一九七八-一九七九
1978年の夏、デイジー・ジョーンズ・アンド・ザ・シックスは全国ツアーのヘッドライナーを務め、全国各地でチケット完売となる。ビリーとデイジーがお互いの近くにいなくていいように、2台のバスで移動する。ショーは、デイジーとビリーの間で性的なものとそれ以外の両方の緊張に満ちている。ツアーが進むにつれて、デイジーとニッコロはドラッグを大量に摂取し続け、デイジーはしばし昨夜のことを覚えていないようになり、バンドの他のメンバーはデイジーのそばに居たいと思わなくなる。しかしながら、デイジーは徐々にニッキーと共依存になっていることに気づき始め、いつもそばに居たいとは思わなくなる。クリスマス休暇中、ビリーは家族と過ごし、ピートは恋人のジェニーにプロポーズし、エディはツアー終了後のバンドを脱退することを告げる。ニッキーとデイジーはローマに行き、デイジーは過剰摂取になりかけるが、ニッキーはかろうじてデイジーを救おうとする。デイジーはニッキーに離婚したいと告げる。ニッキーから離れると、酔いが覚め始める……完全にではないが、以前よりもさらに。カレンは妊娠していることに気づく。カレンは子供を望まないが、グレアムは望む。
バンドはグラミー賞 最優秀レコード賞を受賞し、デイジーは首尾一貫した受賞スピーチをする。ビリーとデイジーは再び仲がよくなり始める。『サタデー・ナイト・ライブ』での演奏で、デイジーはビリーに恋していることに気づく。一方、ビリーは内なる戦いを戦っている。ビリーはデイジーと恋に落ちるが、カミラが素面でいる根拠となって支えている。ショーのあと、デイジーはビリーの部屋に行き、素面になりたいと告げる。翌朝、テディ・プライスが心臓発作で死んだことが発表される。デイジーは素面になることを諦め、ビリーは素面でいようと奮闘する。カレンは中絶手術を受け、カミラがサポートするために付き添う。バンドの残りのメンバーはピートが脱退することを知る。

### シカゴスタジアム：一九七九年七月十二日
デイジー・ジョーンズ・アンド・ザ・シックスが演奏する最後のショー。始まりはごく普通である。セットリストを変更し、当初ビリーが演奏することを拒んでいたバンドの最初のヒット・シングル「ハニカム」を演奏する。デイジーはオリジナルの歌詞で歌い、ビリーは自分がデイジーに恋していることに気づく。グレアムは中絶したことで可憐を怒鳴りつけ、絶叫合戦となる。その後、グレアムはビリーに助けを求めるが、追い返される。ビリーはアルコールから離れようとするが、結局失敗する。カミラとデイジーは、ビリーがデイジーを愛していること、しかしカミラとは別れないことについて話し合う。カミラはデイジーにバンドから離れるべきだと告げ、デイジーはそれに従う。ビリーは家族のことを考え、行き過ぎる前に酒を断つことに成功する。ビリーがツアーを休むと発表し、デイジーがバンドを脱退しので、ロッドは残りのツアーをキャンセルする。こうしてデイジー・ジョーンズ・アンド・ザ・シックスは解散する。
この本全体のインタビュアーが、ビリーとカミラの娘のジュリアであることが明かされる。そして、ジュリアがすべての記録を終える前にカミラが心不全で亡くなったことも明かされる。

### あの頃と今と：一九七九-現在
デイジー・ジョーンズ・アンド・ザ・シックスは二度と一緒には演奏しなかった。デイジーはリハビリ施設に入所し、薬物と手を切り、二人の男の子を養子に迎え、（作中では説明されない）ワイルド・フラワー・イニシアチブという会社を立ち上げる。ウォーレンは有名女優と結婚し、2児の父となる。ピートは人工芝の会社を所有し、妻とともにアリゾナでくらいしている。ロッドはボーイフレンドと一緒にデンバーに住んでいる。グレアムはカレンとは結ばれず、別の女性と結婚し何人かの子供を設ける。エディはレコードプロデューサーとなる。シモーンは自分よりも有名になる娘の母親となる。カレンはツアー・キーボード奏者となり、1990年代に引退した。ビリーはポップシンガーに曲を書き、カミラが亡くなるまでカミラと子供たちと一緒に暮らしていた。

### 最後に一つだけ： 二〇一二年十一月五日
手紙の中でカミラは、ビリーにデイジーに電話するように告げる。

## 登場人物

### 主要登場人物
- デイジー・ジョーンズ：リード・シンガー兼ソングライター
- ビリー・ダン：リード・シンガー兼ソングライター
- カミラ・マルティネス：ビリーの妻
- グレアム・ダン：リード・ギター
- エディ・ラヴィング：リズム・ギター
- ピーター・ラヴィング：ベーシスト
- ウォーレン・ローズ：ドラム奏者
- カレン・サーコ：キーボード奏者
- シモーン・ジャクソン：デイジーの以前のルームメイトで将来のディスコシンガー
- テディ・プライス：プロデューサー
- ロッド・レイス：ツアーマネージャー

### その他
- ジュリア・ダン：インタビュワーで、ビリーとカミラの娘
- ルシア：カミラの母
- ドン・ミドルトン：レコードプロデューサー
- バーニー：ディスクジョッキーでシモーンの恋人
- ニッキー：デイジーの夫
- チャック・ラヴィング：ダン・ブラザーズの最初のリズムギタリスト
- ジョナ・バーグ：ローリングストーン誌のリポーター
- リサ・クラウン：後にウォーレンの妻となる女優

## 背景
この小説は、フリートウッド・マックと、スティーヴィー・ニックスとリンジー・バッキンガムの間のロマンスに大まかにインスパイアされている。リードはMTVで1997年のフリートウッド・マックの演奏を見てインスパイアされた。二人が互いを見つめ合う様子を見て、まだ付き合っていると信じた。
「それはまるで、愛し合っている二人のように見えた。それでも、二人の間に何があったのかを、本当に知ることはないだろう。私は実生活とパフォーマンスの間の境界線がいかに曖昧なりうるのか、古傷について歌うことでいかに新鮮さを保つのかについての物語を書きたかった」

## 出版
『デイジー・ジョーンズ・アンド・ザ・シックスがマジで最高だった頃』は2019年3月5日にバランタイン・ブックスからハードカバーで出版された。2023年までに、ペーパーバック、オーディオブック、Kindle、大判およびTVタイアップ版が出版されている。『デイジー・ジョーンズ・アンド・ザ・シックス』はスペイン語、ポルトガル語、ドイツ語、フランス語、ポーランド語、デンマーク語、イタリア語、トルコ語、オランダ語、ブルガリア語、リトアニア語、チェコ語、スウェーデン語、フィンランド語、ルーマニア語、セルビア語、クロアチア語、ヘブライ語、ロシア語、半ガリア語、スロバキア語、現代ギリシャ語、スロベニア語、エストニア語、ノルウェー語に翻訳されている。日本語版は浅倉卓弥による翻訳で2022年1月27日に左右社から四六判 並製と電子書籍で出版された。

## 評価
本書は好意的な批評を受けた。ニューヨーク・タイムズ紙はリードの「最も洗練されて野心的な小説」と評した。

## テレビドラマ
2019年7月25日に、Amazonスタジオがこの小説をもとにしたミニシリーズを発注したことが発表された。シリーズの脚本はスコット・ノイスタッターとマイケル・H・ウェバーが担当し、リース・ウィザースプーンとリード自身、そしてAmazonスタジオがプロデュースした。撮影は2021年9月から2022年5月にかけて行われ、2023年3月3日にAmazon Prime Videoで公開された。
本書からの最大の変更点は、バンドのメンバーが一人減らされたことで、「ザ・シックス」は5人のバンドメンバーとカミラということにされた。ノイスタッターは、これはすべての登場人物に肉付けし、脇役にもしっかりとした物語を持たせるためだと述べた。そのため、本書では単なる脇役だったシモーンにより多くのストーリーが割り当てられている。本書ではシモーンが結婚して離婚したことだけが書かれているだけだが、ドラマでは殆どの期間、同性のパートナーが居る。さらに、ドラマではビリーと関わらない場所でのカミラの人生についても描写されている。もう一つの大きな変更は、ビリーとデイジーの間のロマンスである。本書ではほとんど明白にサブテキストだが、ドラマでは2回キスしている。